# Maria av Modena
Maria av Modena (Maria Beatrice Anna Margherita Isabella d'Este), född 5 oktober 1658 i Modena, död 7 maj 1718 i Paris, var drottning av England 1685–1688 som gift med Jakob II av England. Dotter till hertig Alfons IV av Modena och Laura Martinozzi. Hon var nominell regent som sin sons förmyndare över dennes exilregering från 1701 till 1704.

## Biografi
Maria av Modena var det en av två barn till hertig Alfons IV av Modena och Laura Martinozzi. Hennes far avled 1662 och efterträddes av hennes bror som Modenas hertig, men hertigdömet styrdes fram till broderns myndighetsdag 1674 av deras mor. Laura Martinozzi beskrivs ska ha givit sina barn en strikt uppfostran med en god utbildning, och Maria lärde sig franska, engelska och latin. 

### Äktenskap
Maria beskrivs som mycket vacker men också djupt religiös. När kung Karl II av England sökte en brud till sin bror och tronarvinge, sedan denna år 1673 blivit änkling, rekommenderade Ludvig XIV tillsammans med påven Maria till gemål åt Jakob II av England bland en lista på elva tänkbara kandidater. Det rekommenderade Maria i syfte att åstadkomma "Englands omvändelse" till katolicismen. Det engelska sändebudet lord Peterbourough sändes av Karl II till Modena för att förhandla om saken. Laura Martinozzi var initialt ovillig att gå med på saken, eftersom hon hoppades på att Maria istället skulle motta ett äktenskapsförslag från Karl II av Spanien, men hon ändrade till slut uppfattning.
Bröllopet ägde rum 1673 och hon fick då titeln hertiginna av York. Hon välkomnades väl i Paris på vägen, men bröllopet hälsades med ogillande i London, där parlamentet hotade att ogiltigförklara äktenskapet och protestanterna gav henne namnet "Påvens dotter" och betraktade henne som redskapet för en katolsk komplott. Maria grät i början så fort hon fick se maken, men vande sig så småningom vid honom; hon kom överens med sin styvdotter Maria men avskyddes av sin andra styvdotter Anna.   
I äktenskapet föddes sex barn, av vilka fyra dog i späd ålder. Hon plågades 1678 av makens förhållande med Catherine Sedley, grevinna av Dorchester. År 1678 drogs hon in i den påhittade så kallade Påviska komplotten, där hennes katolske sekreterare Edward Colman anklagades för att ha försökt mörda kungen. Paret förvisades då till Skottland, där de tvingades stanna fram till 1682, förutom ett kort besök 1681, som slutade med att de återigen tvingades ge sig av då rykten uppstod om att hennes mor var inblandad i ett mordförsök på kungen. Under 1680 drabbades hon av en svår religiös mani orsakad av sin dotters död, vilket påverkade hennes hälsa.  

### Drottning
År 1685 blev maken kung, och Maria blev den första engelska drottning som kröntes samtidigt som en kung sedan Katarina av Aragonien 1509. Hon var dock vid denna tid vid så dålig hälsa att det spekulerades om att hon kunde dö. Ett katolskt kapell inreddes 1686 på Whitehall, dit hon flyttade året därpå. Under 1687 plågades hon återigen av makens otrohet med Catherine Sedley, och besökte kurorten Bath som hade rekommenderats för att åstadkomma en graviditet. 
10 juni 1688 föddes sonen Jakob Edvard Stuart (kallad "den äldre pretendenten") men de politiska motståndarna i England påstod att barnet hade smugglats in till hennes säng i ett värmekrus som ersättning för hennes eget dödfödda barn, och därför betraktades sonen som oäkta. Barnet representerade för både katoliker och protestanter början på en katolsk dynasti, vilket inte kunde accepteras av de senare, som hade gett Jakob sitt stöd från början enbart för att han saknade arvingar. Hennes styvdotter Anne påstod även hon att sonen inte var parets biologiska barn i ett brev till sin syster Maria i Nederländerna. Dessa rykten blev trodda av oppositionen och ledde till parets avsättning under den så kallade ärorika revolutionen 1688.

### Exil
Efter upproret mot maken flydde familjen i december 1688 till Frankrike. De fick en pension av Ludvig XIV och upprättade ett exilhov på Château de Saint-Germain-en-Laye, där de efter avsättningen fortfarande betraktades som kung och drottning av sina anhängare, "jakobiterna", som kallade dem "kungen och drottningen bortom vattnet". 
Jakob togs sällan emot vid franska hovet, där han ansågs tråkig. Maria gjorde succé vid det franska hovet och blev vän med kungen och madame de Maintenon, även om kronprinsessan, Victoria av Bayern, vägrade att träffa henne på grund av att Maria som drottning stod högre i rang. 
Hon ansågs vacker, värdig och helgonlikt lidande utan klagan. Eftersom det franska hovet under denna tid saknade drottning och (efter 1690) även kronprinsessa, var Maria under sina besök den främsta kvinnan i rang vid det franska hovet, liksom även hennes dotter i egenskap av kunglig prinsessa hade företräde framför de kvinnliga medlemmarna av franska kungahuset fram till att Frankrike fick en ny kronprinsessa 1711.
Under upproret på Irland 1689-91 bidrog hon med pengar och utrustning genom att sälja sina smycken. Exilhovet led av ständig dålig ekonomi trots det franska understödet, men Maria gav ändå understöd till landsflyktiga jakobiter. Relationen till hennes hemland Modena var dålig, då man där vägrade att betala ut hennes arv och hemgift ända fram till år 1700.

### Titulärregent
Efter Jakob II:s död 1701 utsågs Maria enligt Jakobs testamente som förmyndare för sin son fram till hans artonde födelsedag, och hon blev därmed förmyndarregent för sonen och president för hans exilregering. Som exilregent utfärdade hon en deklaration om sonens rätt till den engelska och skotska tronen; denna ignorerades i England, men väckte intresse i Skottland, och hon skötte sedan förhandlingarna med de skotska sändebuden.
Skottland begärde att sonen skulle sändas till Skottland och konvertera till protestantismen. Maria avböjde förslaget och utverkade stöd för att sonen skulle få bestiga tronen som katolik med skotskt stöd. Vid tronskiftet 1702 gjorde Skottland också uppror till hennes sons förmån, men då hon vägrade att sända honom till dem misslyckades resningen. Maria genomdrev att Ludvig XIV erkände sonen som konung av England och Skottland. Detta ledde till att England inträdde på den habsburgska sidan i det spanska tronföljdskriget. Vid sonens sextonårsdag år 1704 avgick hon som regent.  
Maria blev djupt upprörd då den franske kungen enligt fördraget i Utrecht 1711 förvisade hennes son från Frankrike. Hon framlevde resten av sitt liv i S:t Germain, där hon ägnade sig åt andaktsövningar. Maria besökte ofta klostret Chaillot, där hon blev vän till Louise de la Vallière. Under sina sista år levde hon i fattigdom, oförmögen till att resa eftersom hon inte hade råd att ersätta sina hästar. Hon avled i bröstcancer.

## Anfäder
|                 |  |  |  |  |  |  |  |                   |  |  |  |  |  |  |  |                                 |  |  |  |  |  |  |  | Alfons III av Este          |
|                 |  |  |  |  |  |  |  |                   |  |  |  |  |  |  |  |                                 |  |  |  |  |  |  |  |                             |
|                 |  |  |  |  |  |  |  |                   |  |  |  |  |  |  |  | Frans I av Este                 |  |  |  |  |  |  |  |                             |
|                 |  |  |  |  |  |  |  |                   |  |  |  |  |  |  |  |                                 |  |  |  |  |  |  |  |                             |
|                 |  |  |  |  |  |  |  |                   |  |  |  |  |  |  |  |                                 |  |  |  |  |  |  |  | Isabella av Savojen         |
|                 |  |  |  |  |  |  |  |                   |  |  |  |  |  |  |  |                                 |  |  |  |  |  |  |  |                             |
|                 |  |  |  |  |  |  |  | Alfons IV av Este |  |  |  |  |  |  |  |                                 |  |  |  |  |  |  |  |                             |
|                 |  |  |  |  |  |  |  |                   |  |  |  |  |  |  |  |                                 |  |  |  |  |  |  |  |                             |
|                 |  |  |  |  |  |  |  |                   |  |  |  |  |  |  |  |                                 |  |  |  |  |  |  |  | Ranuccio I Farnese av Parma |
|                 |  |  |  |  |  |  |  |                   |  |  |  |  |  |  |  |                                 |  |  |  |  |  |  |  |                             |
|                 |  |  |  |  |  |  |  |                   |  |  |  |  |  |  |  | Maria Katarina Farnese av Parma |  |  |  |  |  |  |  |                             |
|                 |  |  |  |  |  |  |  |                   |  |  |  |  |  |  |  |                                 |  |  |  |  |  |  |  |                             |
|                 |  |  |  |  |  |  |  |                   |  |  |  |  |  |  |  |                                 |  |  |  |  |  |  |  | Margareta Aldobrandini      |
|                 |  |  |  |  |  |  |  |                   |  |  |  |  |  |  |  |                                 |  |  |  |  |  |  |  |                             |
| Maria av Modena |  |  |  |  |  |  |  |                   |  |  |  |  |  |  |  |                                 |  |  |  |  |  |  |  |                             |
|                 |  |  |  |  |  |  |  |                   |  |  |  |  |  |  |  |                                 |  |  |  |  |  |  |  | Vincenzo Martinozzi         |
|                 |  |  |  |  |  |  |  |                   |  |  |  |  |  |  |  |                                 |  |  |  |  |  |  |  |                             |
|                 |  |  |  |  |  |  |  |                   |  |  |  |  |  |  |  | Girolamo Martinozzi             |  |  |  |  |  |  |  |                             |
|                 |  |  |  |  |  |  |  |                   |  |  |  |  |  |  |  |                                 |  |  |  |  |  |  |  |                             |
|                 |  |  |  |  |  |  |  |                   |  |  |  |  |  |  |  |                                 |  |  |  |  |  |  |  | Margherita Marcolini        |
|                 |  |  |  |  |  |  |  |                   |  |  |  |  |  |  |  |                                 |  |  |  |  |  |  |  |                             |
|                 |  |  |  |  |  |  |  | Laura Martinozzi  |  |  |  |  |  |  |  |                                 |  |  |  |  |  |  |  |                             |
|                 |  |  |  |  |  |  |  |                   |  |  |  |  |  |  |  |                                 |  |  |  |  |  |  |  |                             |
|                 |  |  |  |  |  |  |  |                   |  |  |  |  |  |  |  |                                 |  |  |  |  |  |  |  | Pietro Mazzarini            |
|                 |  |  |  |  |  |  |  |                   |  |  |  |  |  |  |  |                                 |  |  |  |  |  |  |  |                             |
|                 |  |  |  |  |  |  |  |                   |  |  |  |  |  |  |  | Laura Margherita Mazzarino      |  |  |  |  |  |  |  |                             |
|                 |  |  |  |  |  |  |  |                   |  |  |  |  |  |  |  |                                 |  |  |  |  |  |  |  |                             |
|                 |  |  |  |  |  |  |  |                   |  |  |  |  |  |  |  |                                 |  |  |  |  |  |  |  | Ortensia Buffalini          |
|                 |  |  |  |  |  |  |  |                   |  |  |  |  |  |  |  |                                 |  |  |  |  |  |  |  |                             |